# Hamböcken

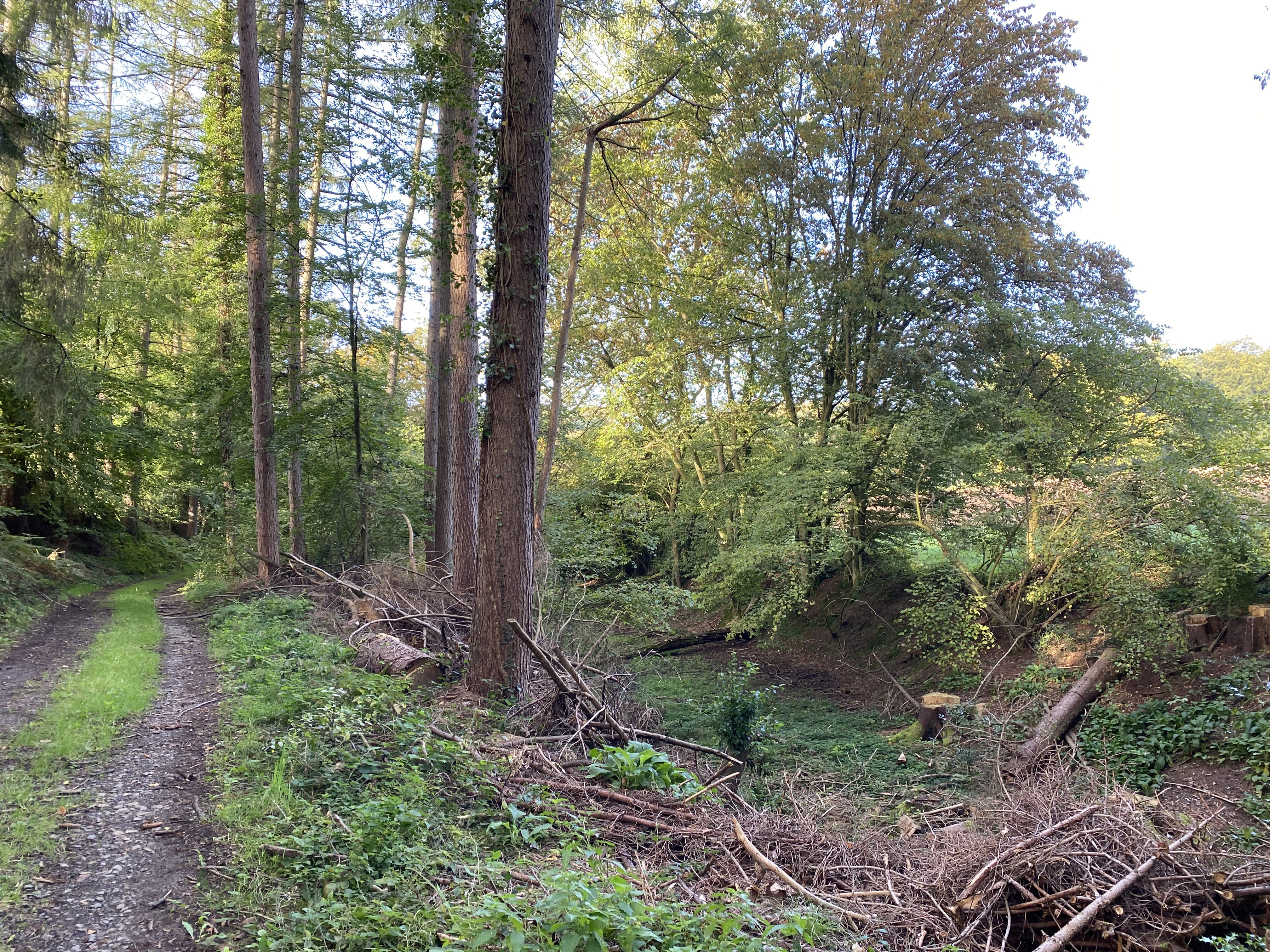
Burgheimer Bach am südlichen Ortschaftsrand mit Weg ins Naturschutzgebiet Sürthtal

Hamböcken ist eine Ortschaft in der Gemeinde Wipperfürth im Oberbergischen Kreis im Regierungsbezirk Köln in Nordrhein-Westfalen (Deutschland).

## Lage und Beschreibung
Der Ort liegt im Südwesten der Stadt Wipperfürth an der Stadtgrenze zu Kürten südlich der Bundesstraße 506, die im Mittelalter ein bedeutender Heerweg zwischen Köln und Soest war. Der Ort liegt an der Wasserscheide zwischen der Großen Dhünn und der Kürtener Sülz. Am nordwestlichen Ortsrand entspringt der Burgheimer Bach, dessen Tal südlich von Hamböcken bis Burgheim unter Naturschutz steht: Naturschutzgebiet Sürthtal.  Ein weiteres, nicht benanntes Gewässer entspringt auf der Ostseite der Ortschaft. Beide Bäche münden in die Kürtener Sülz. Nachbarorte sind Sommerberg, Ente, sowie die zu Kürten gehörenden Orte Körschsiefen und Nassenstein.
Der Ort gehört zum Gemeindewahlbezirk 160 und damit zum Wahlbezirk Wipperfeld.

## Geschichte
1487 wird der Ort erstmals unter der Bezeichnung Haenboecken in Darlehenslisten für Wilhelm III. von Berg genannt. 1715 ist der Ort auf der Topographia Ducatus Montani auf zwei Siedlungsbereichen mit sieben einzelnen Höfen unter der Bezeichnung Hagenbüge verzeichnet. Die Topographische Aufnahme der Rheinlande von 1824 verwendet die Ortsbezeichnung Hamböken und zeigt auf zwei umgrenzten Hofräumen zehn getrennt voneinander liegende Grundrisse.

## Busverbindungen
Über die an der Bundesstraße 506 gelegene Haltestelle Ente der Linie 427 (VRS/OVAG) ist Hamböcken an den öffentlichen Personennahverkehr angebunden.

## Wanderwege
Durch Hamböcken verläuft der Bezirkswanderweg Raute 9 von Wipperfeld ins Tal der Kürtener Sülz. Einen kleiner Wanderparkplatz liegt es am östlichen Ortschaftsende von Ente (Wipperfürth) an der B 506 (Kölner Straße), ein weiterer in Sürth an der Wipperfürther Straße im Tal der Kürtener Sülz.